# Písečník nejmenší
Písečník nejmenší (Thinocorus rumicivorus) je suchomilný druh ptáka z řádu dlouhokřídlých. Hnízdí v Argentině, Chile, Bolívii a Peru, vyskytuje se na území o rozloze 1 300 000 km² v Jižní Americe, na Falklandských ostrovech i v Antarktidě. Obývá písčité pláže, stepi a pastviny, živí se rostlinnou stravou (semena, listy, pupeny).
Má žlutozelené nohy, popelavě zbavený kuželovitý zobák, hlava, hrdlo a prsa jsou šedé, pod krkem se nachází černá kresba v podobě obráceného písmene T.
Ve snůšce bývají průměrně čtyři vejce. Sedí na nich pouze samice, která je při opuštění hnízda zakrývá suchou travou kvůli termoregulaci a ochraně před predátory. 
Rodové jméno pochází z řeckých slov θινος (písčité pobřeží) a κορυδος (přílba), druhový název znamená v latině „pojídač šťovíku“.

## Poddruhy
- T. r. cuneicauda, (Peale, 1848): Ekvádor a Peru
- T. r. bolivianus, (Lowe, 1921): jižní Peru, západní Bolívie, severní Chile a severozápadní Argentina
- T. r. rumicivorus, (Eschscholtz, 1829): Patagonie a Ohňová země